# Diébédo Francis Kéré
Diébédo Francis Kéré   (Gando, 10 d'abril de 1965) és un arquitecte burkinès, que viu i treballa a Berlín.

## Biografia
Diébédo Francis Kéré va néixer a Gando, un poble de Burkina Faso. És el fill gran del cap del poble. Com que al seu poble, a Gando, no hi havia escola, als set anys va marxar a estudiar a Ouagadougou. Després dels estudis, es va convertir en fuster, i va marxar a Alemanya amb una beca per fer pràctiques. Va estudiar arquitectura a Berlín, on es va graduar a la Universitat Tècnica de Berlín el 2004.
Durant els estudis, l'any 1998, va crear l'associació Schulbausteine für Gando ("Maons per a l'escola de Gando") per finançar el seu primer projecte, una escola de primària al seu poble. La seva primera escola, feta de terra, es va enllestir l'any 2001. Va ser guardonat amb el Premi d'Arquitectura Aga Khan. Els anys següents, va treballar en altres projectes dins i fora de Gando.
En el desenvolupament dels projectes de Kére, hi participa tota la comunitat. D'aquesta manera, aprenen les tècniques de construcció i com mantenir-lo. És el seu enfocament col·laboratiu, in situ, que promou la reutilització i el reciclatge i genera estructures econòmiques locals el que li va valer a Kéré un Premi Global d'Arquitectura Sostenible el 2009.
Se'l va reconèixer amb el Premi Pritzker d'arquitectura l'any 2022, fet que l'ha convertit en el primer arquitecte africà a rebre aquest premi.

## Galeria de projectes

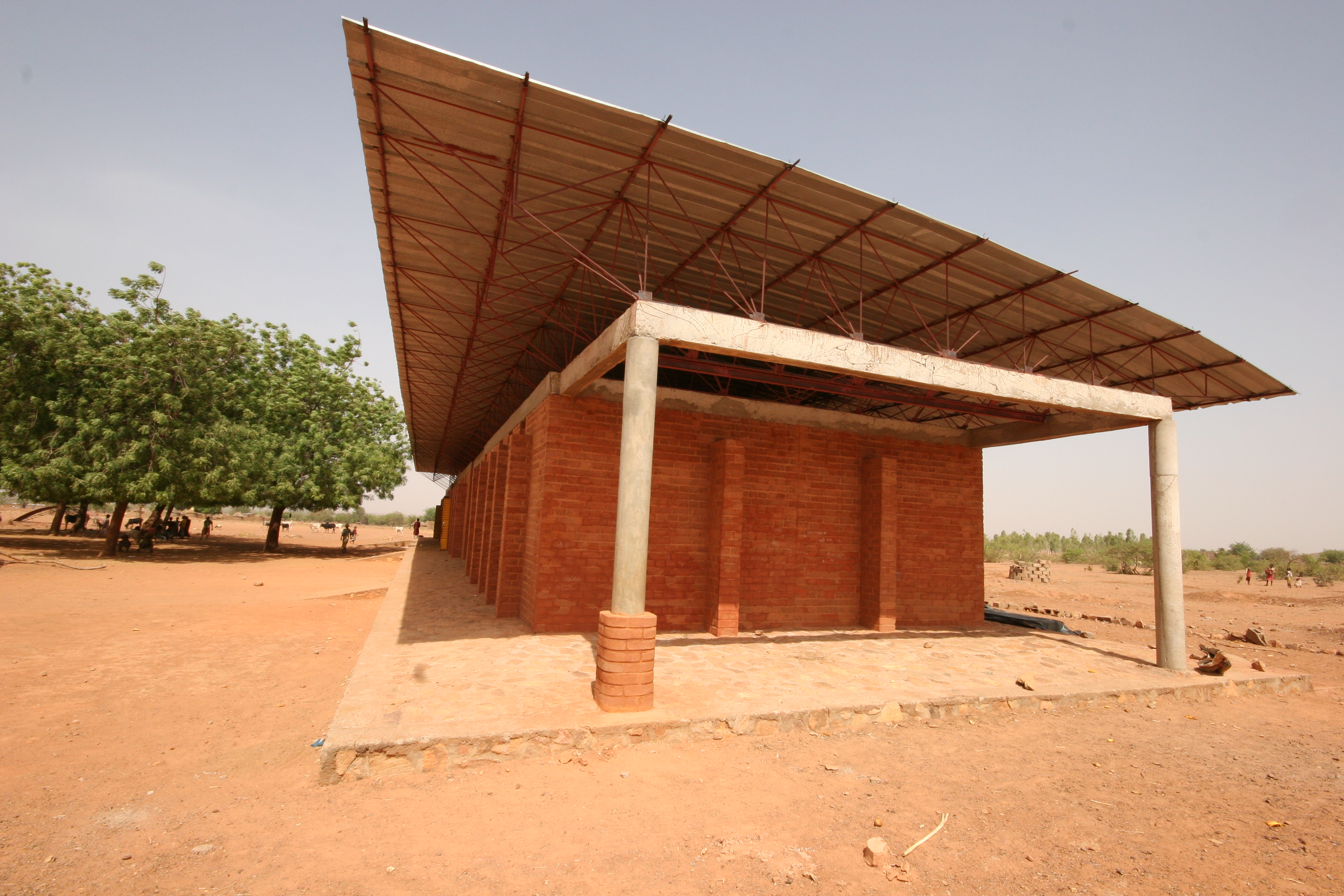
L'escola primària de Gando.
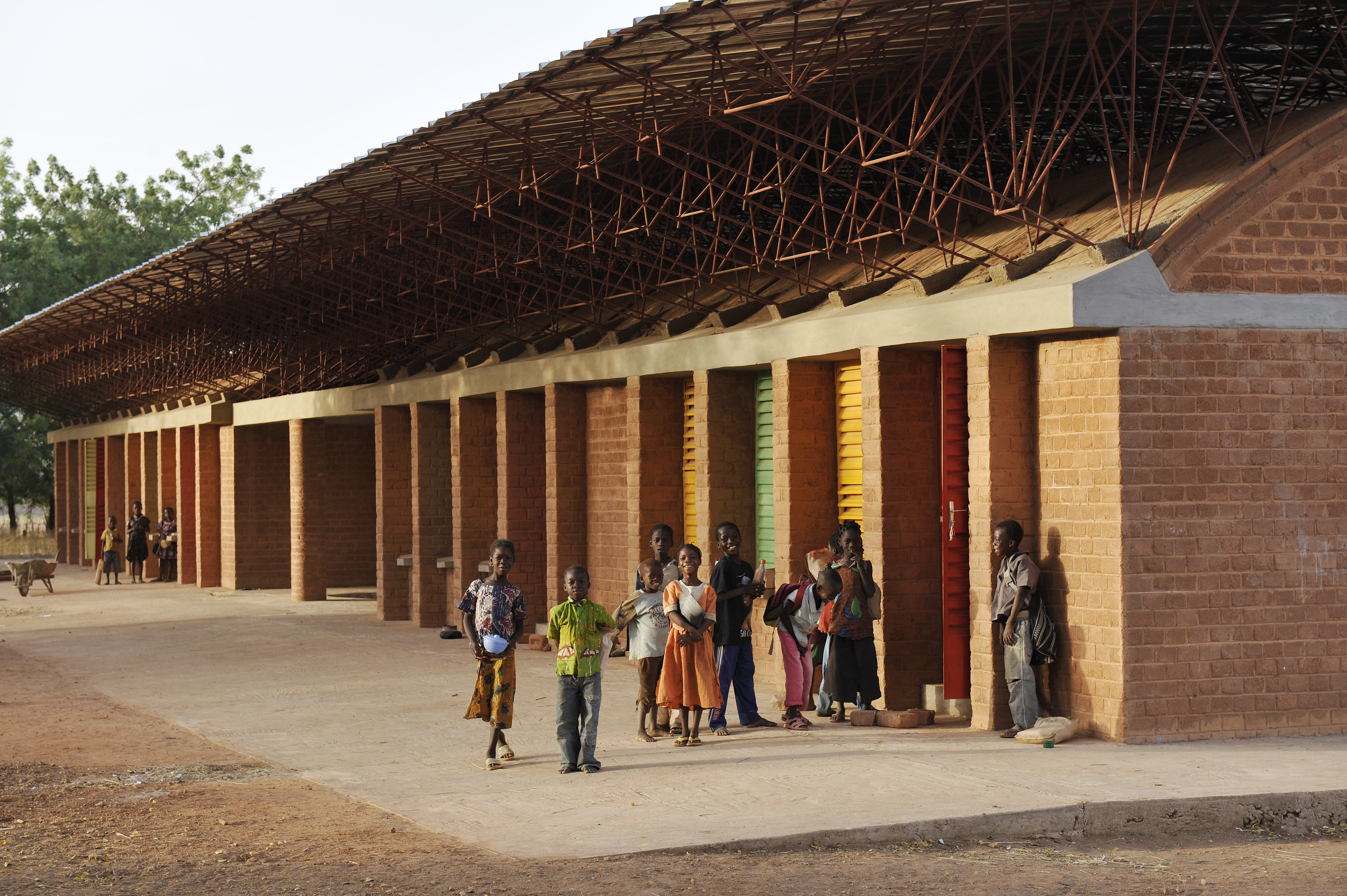
L'escola primària de Gando.
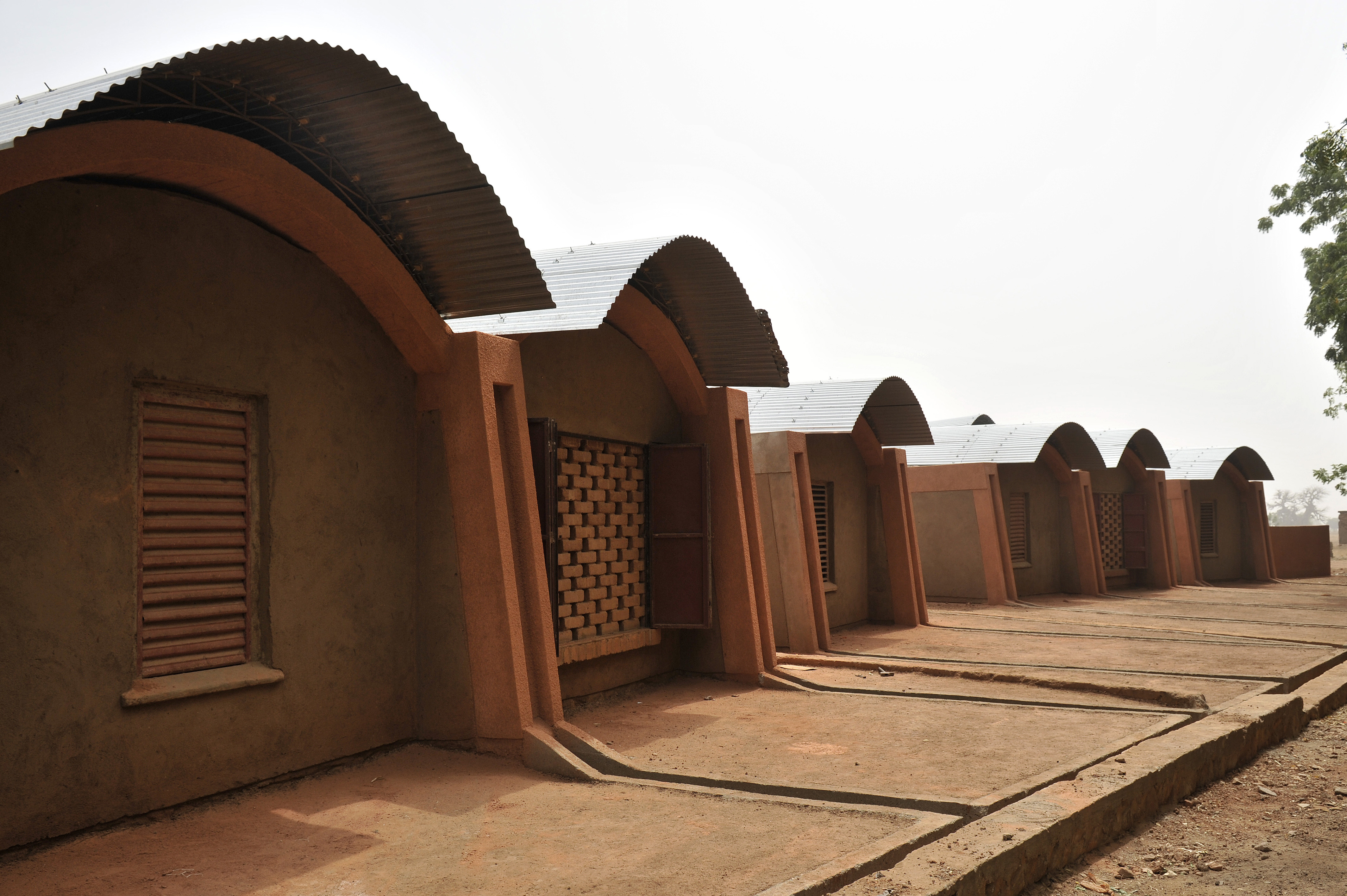
Allotjament per a mestres.
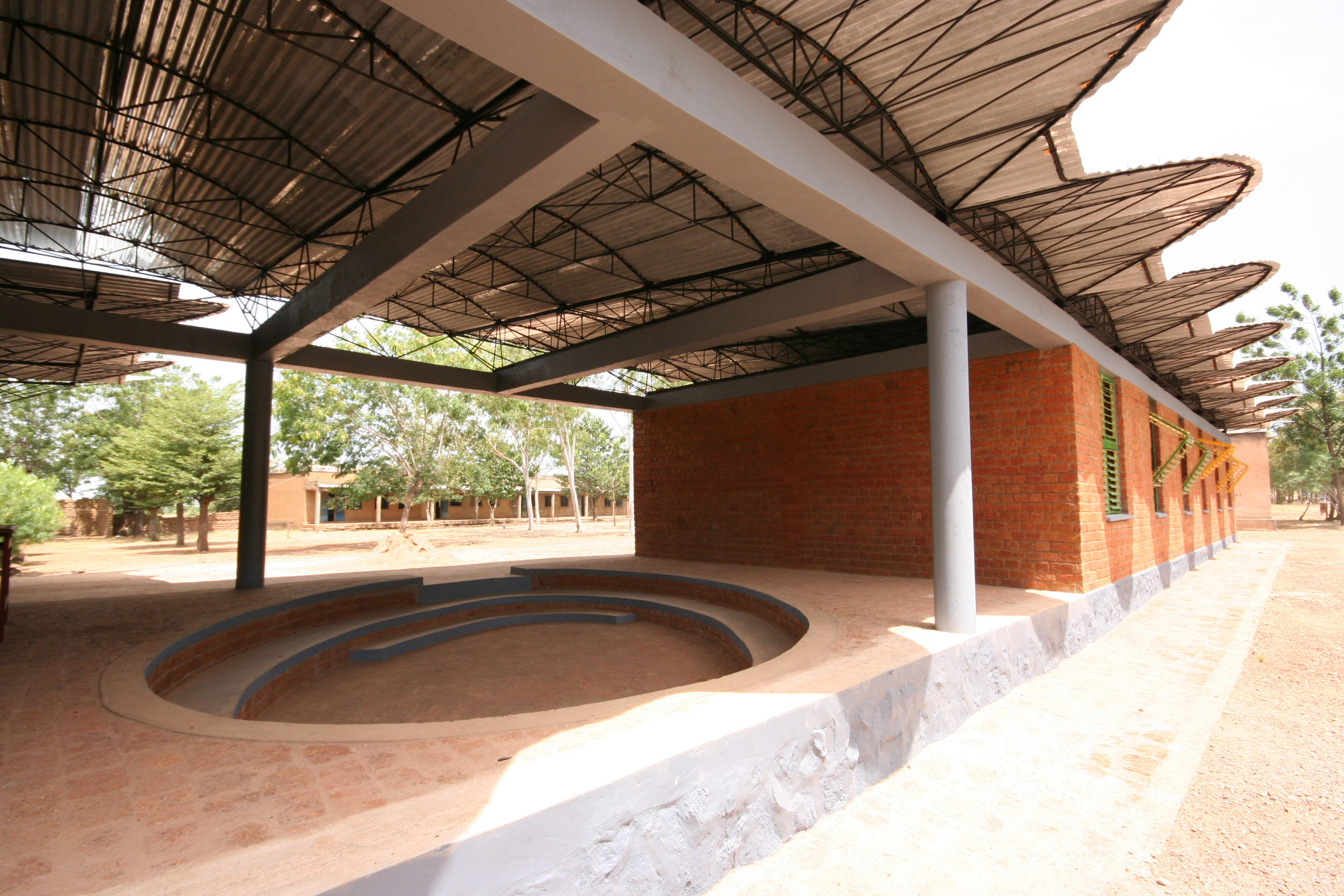
Escola secundària a Dano.
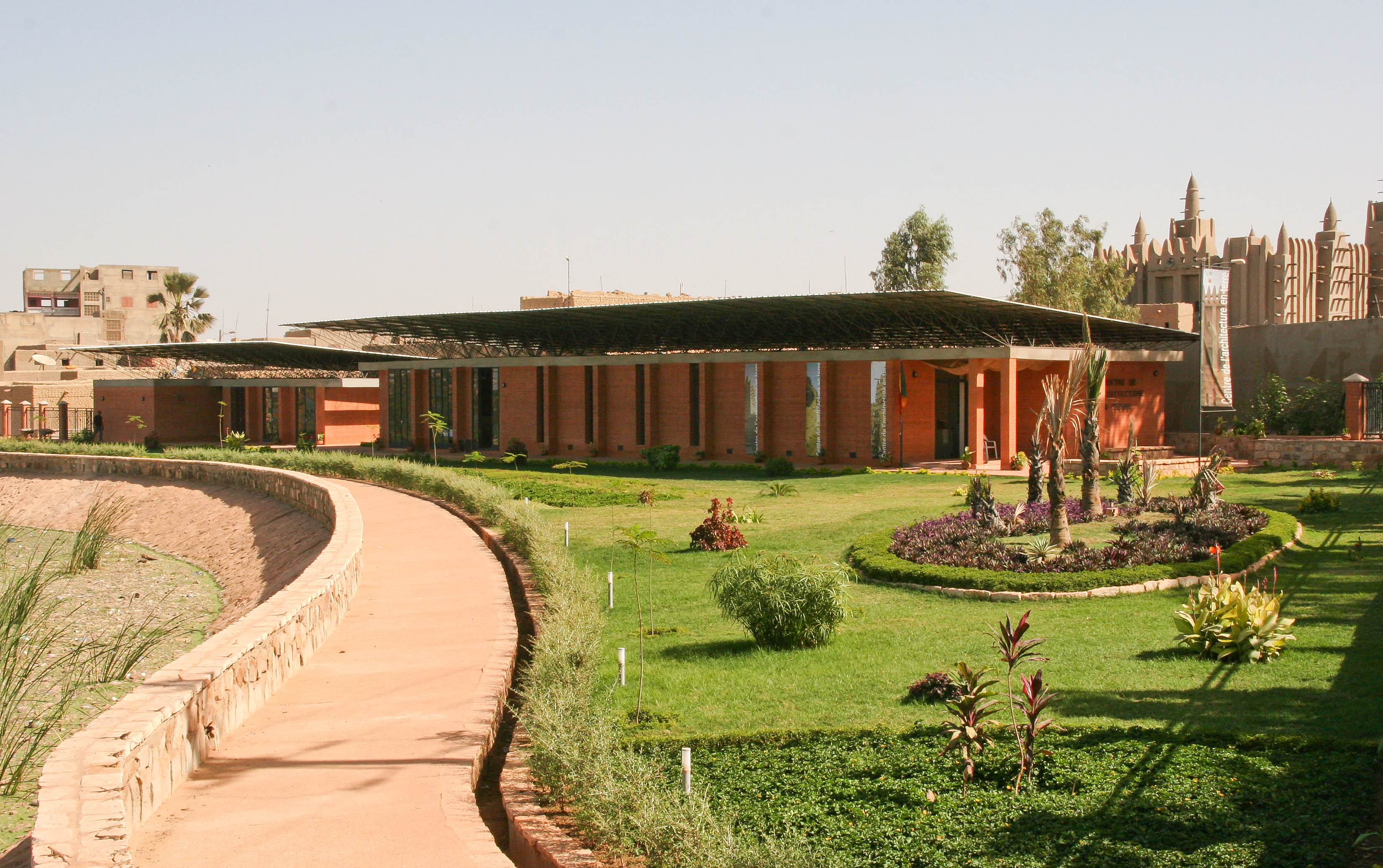
Centre de l'arquitectura de terra de Mopti.
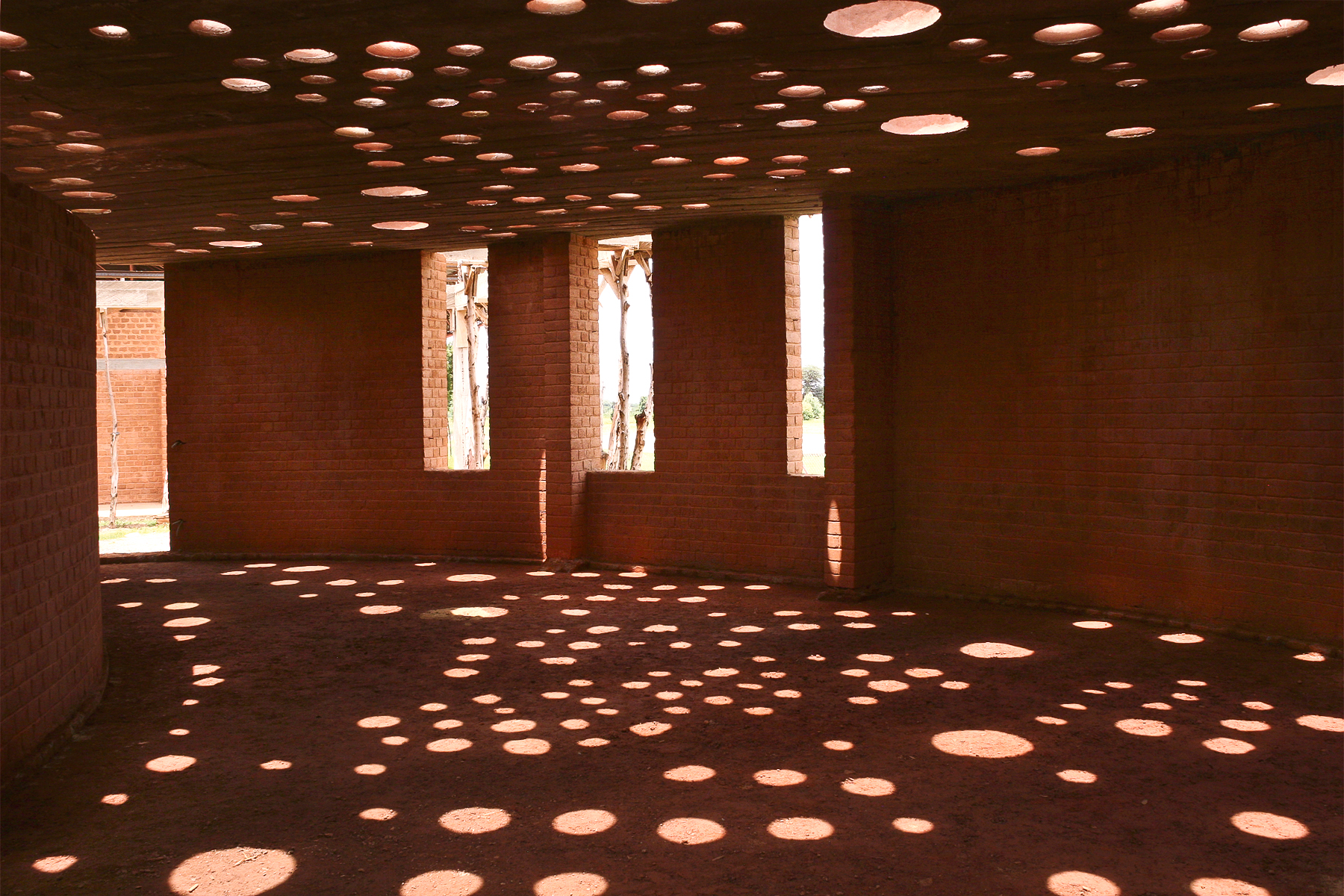
Biblioteca de Gando.
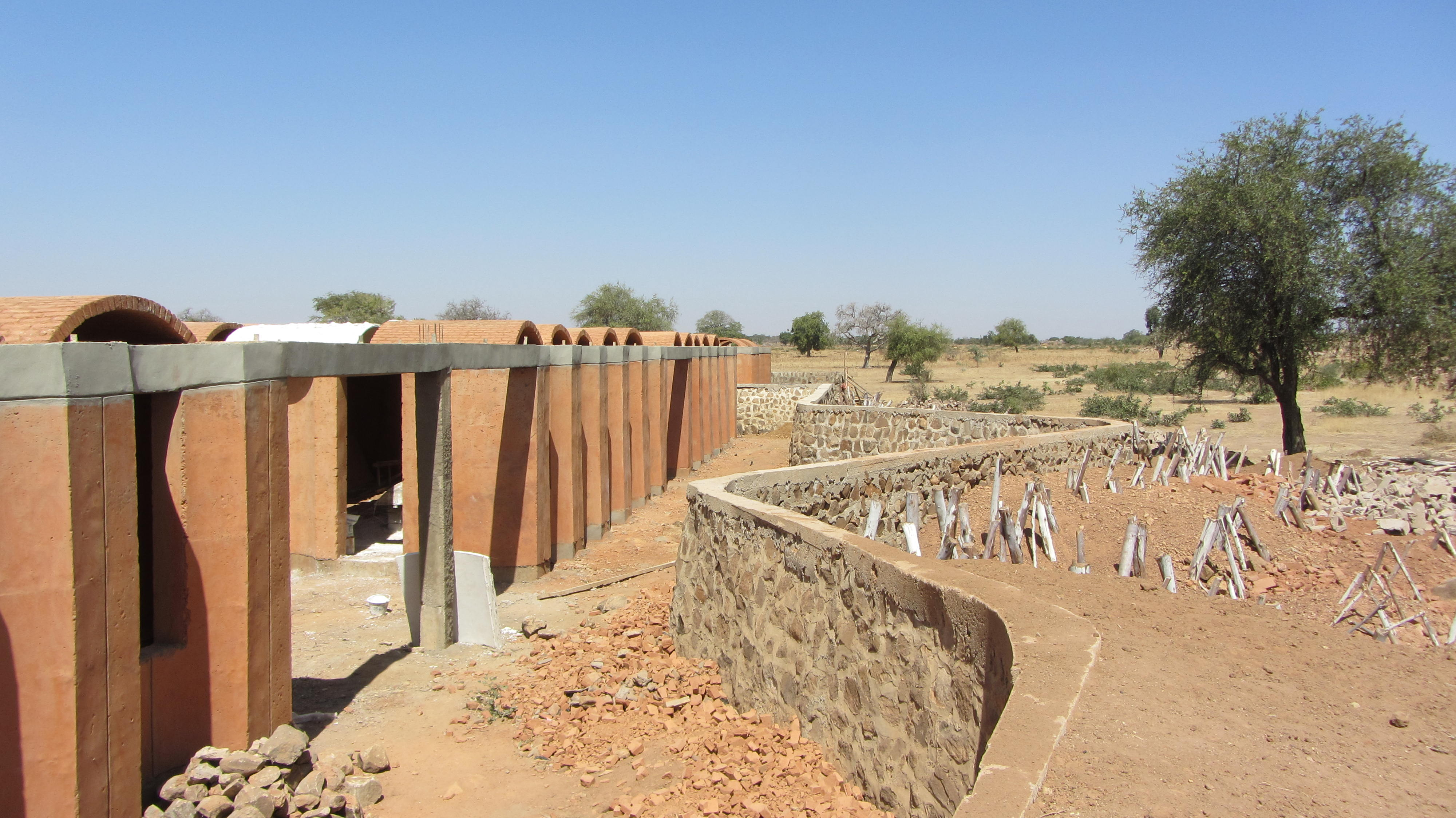
Escola secundària a Gando.
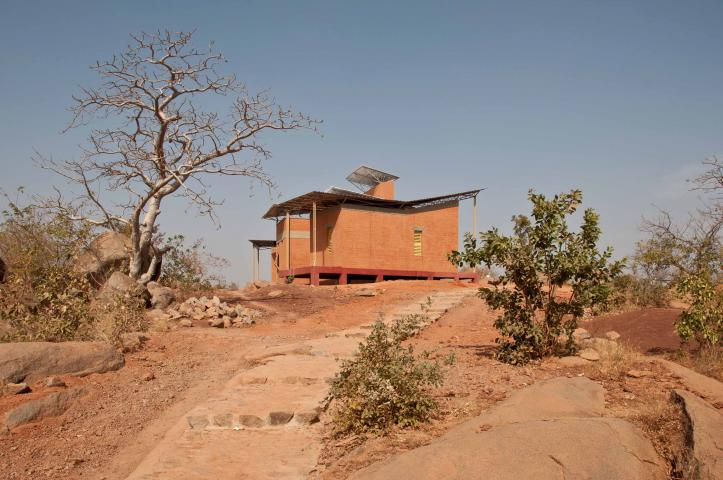
Un dels mòduls per allotjar mestres al Village Opéra d'Ouagadougou.
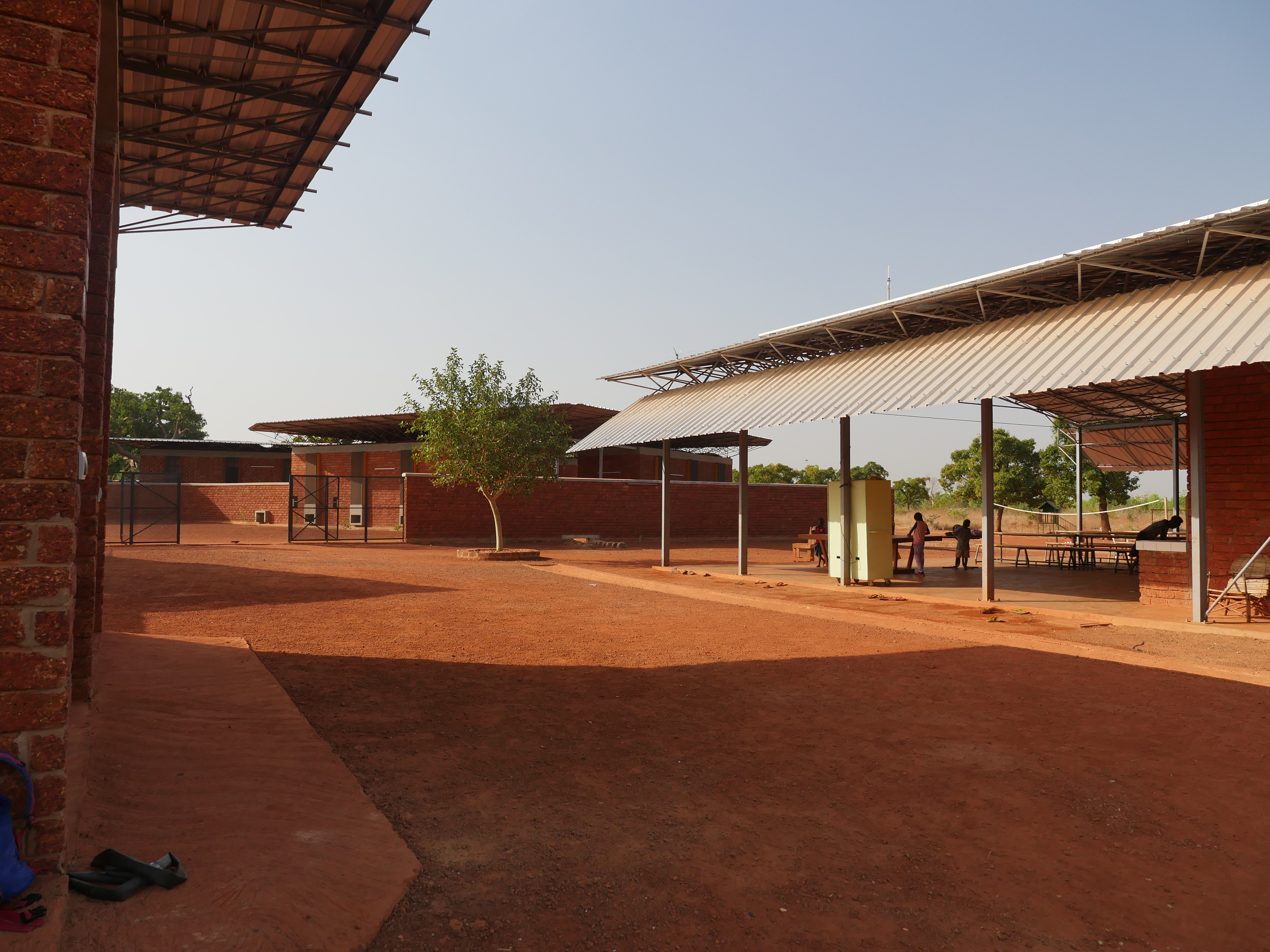
Centre Noomdo de Youlou.